# Pterygodium hastatum
Pterygodium hastatum är en orkidéart som beskrevs av Harry Bolus. Pterygodium hastatum ingår i släktet Pterygodium och familjen orkidéer. Inga underarter finns listade i Catalogue of Life.